# Loena 9

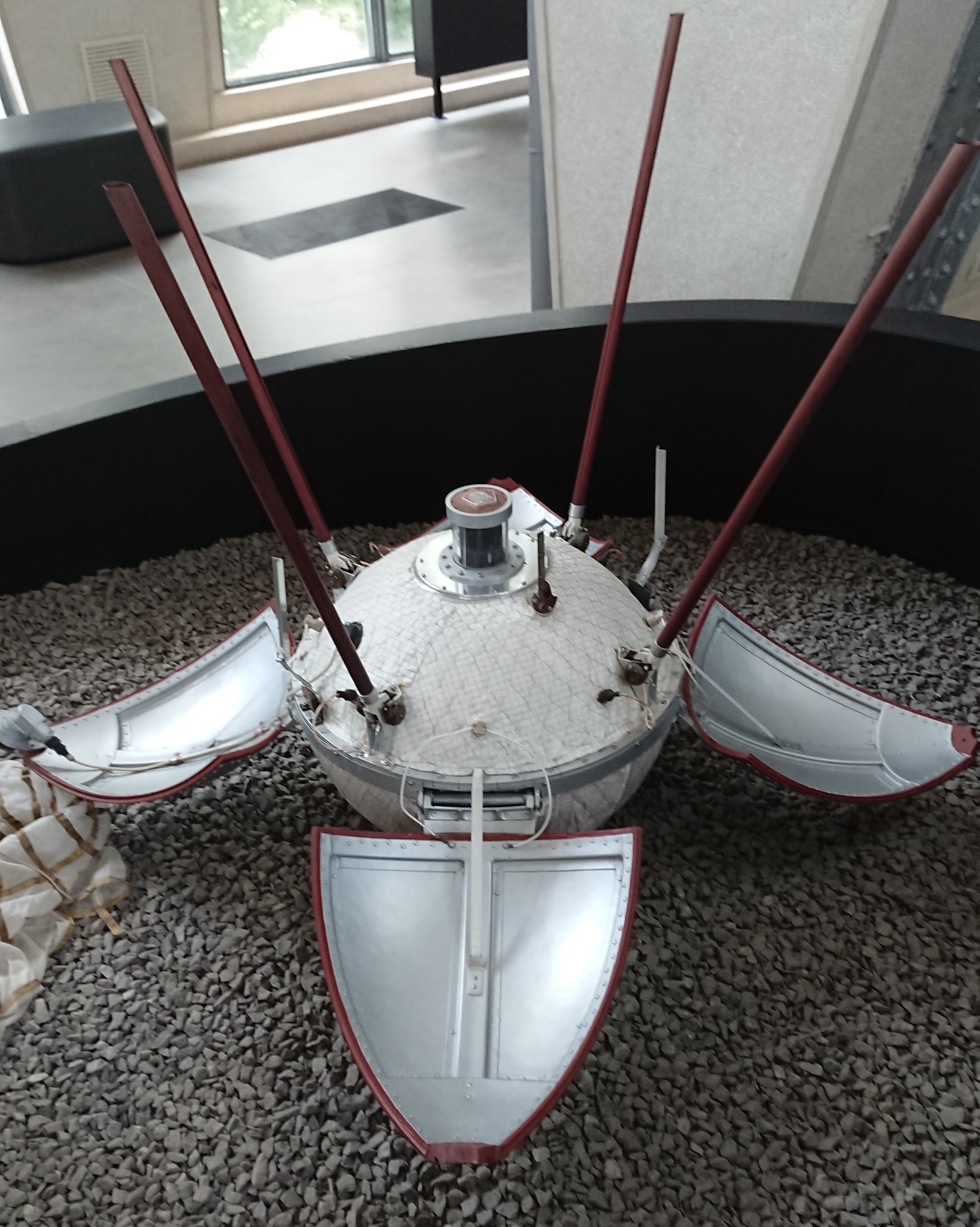
Een model van de landingscapsule

Loena 9 (E-6 serie) (Russisch: Луна-9) was een onbemand ruimtevaartuig van het Loenaprogramma van de Sovjet-Unie. Op 3 februari 1966 was Loena 9 het eerste ruimteschip dat een zachte landing uitvoerde op een ander hemellichaam (de Maan in dit geval) en van daar foto’s naar de aarde stuurde.

## Beschrijving
Het automatische maanstation dat de landing overleefde woog 99 kg. Het maakte gebruik van een landingskussen en kwam neer met een snelheid van 15 meter per seconde, 54 km per uur. Het was een hermetisch afgesloten container die radioapparatuur, een tijdregelaar, een temperatuurregelaar, wetenschappelijke apparatuur en een camera bevatte. De Loena- 9- payload was door een A-2-E draagraket in een baan om de aarde gebracht en vandaar naar de maan gebracht met een vierde rakettrap, die daarna werd afgeworpen. Het ruimteschip maakte zich kort voor de landing los van de capsule.

## Activiteit
Na de landing in de Oceanus Procellarum op 3 februari openden de vier kappen die de bovenkant van het scheepje bedekten, zich naar buiten en stabiliseerden het op de maanbodem. Met behulp van veren namen de antennes hun actieve positie in en de draaiende spiegel en op 60 cm hoogte zittende camera begonnen al draaiend en zwenkend foto's te maken van de maanbodem. Men had zeven keer radiocontact, in totaal 8 uur en 5 minuten, nodig om drie series van drie foto’s door te zenden.

Eenmaal samengevoegd, lieten de foto’s een panoramisch overzicht van de directe omgeving zien. Ze laten dichtbij liggende stenen zien en verder de maanbodem; door het lage camerastandpunt ligt de horizon op 60 cm.

## Jodrell Bank Observatory
Het is onbekend waarom de Sovjetautoriteiten de foto’s niet openbaar maakten. Het Jodrell Bank Observatory, het volgstation van een Britse radiotelescoop, merkte dat de foto’s werden doorgestuurd in een bij de pers gebruikelijk formaat. De Daily Express zorgde ervoor dat het observatorium snel een geschikte ontvanger kreeg en ’s avonds waren de gedecodeerde foto’s wereldwijd in de krant te zien. Mogelijk hebben de Sovjetautoriteiten dit zo gewild.

## Wedloop
De Russen waren met deze primeur de Amerikanen weer een keer te snel af in de wedloop naar de maan. Loena 9 was hun twaalfde poging tot een zachte landing op een ander hemellichaam. Dit was ook de eerste sonde voor ruimteonderzoek die gebouwd was door het Lavochkinontwerpbureau, dat uiteindelijk alle Sovjet- en Russische interplanetaire en alle voor de maan bestemde ruimteschepen zou ontwerpen en bouwen. Alle acties die aan de landing vooraf moesten gaan, werden foutloos uitgevoerd en de ronde bolvormige capsule landde 3 februari om 18:45:30 UT ten westen van de kraters Reiner en Marius in de Oceanus Procellarum op ( 7°8' noorderbreedte en 64°22' westerlengte). Ongeveer vijf minuten na de landing stuurde Loena 9 al gegevens naar de aarde, maar zeven uur later was de zon pas hoog genoeg om de eerste van in totaal  negen foto’s te versturen: de eerste foto’s op aarde die van het oppervlak van een ander hemellichaam kwamen. De stralingsmeter, het enige wetenschappelijke instrument aan boord, mat 30 milirad per dag. Verder bleek de bodem van de maan sterk genoeg om een mens of een ruimteschip te kunnen dragen. Op 6 februari 1966 was er om 22:55 uur UT voor het laatst contact met het ruimtevoertuig.